# Hypsiboas exastis
Hypsiboas exastis és una espècie de granota de la família dels hílids. És endèmica del Brasil.
El seu hàbitat natural inclou boscos tropicals o subtropicals secs i a baixa altitud, rius, maresmes intermitents d'aigua dolça, plantacions, jardins rurals i zones prèviament boscoses ara molt degradades.